# Federazione CEMAT
Federazione CEMAT, acronimo italiano per Centri musicali attrezzati, quindi la Federazione dei Centri Musicali Elettroacustici Italiani.
Il CEMAT fu fondato nel 1996 con lo scopo di promuovere l'attività dei centri di ricerca e produzione della computer music italiana. Nell'autodescrizione nella sua letteratura pubblicata: "...La sua funzione è di servire da utile punto di raccolta per i centri indipendenti nel campo della ricerca, della creazione e dell'istruzione della musica per computer".
Nel 1999 il Ministero per i beni e le attività culturali ha riconosciuto il CEMAT come istituzione per la promozione della musica contemporanea nazionale.